# Pålsundsbron, Vaxholm

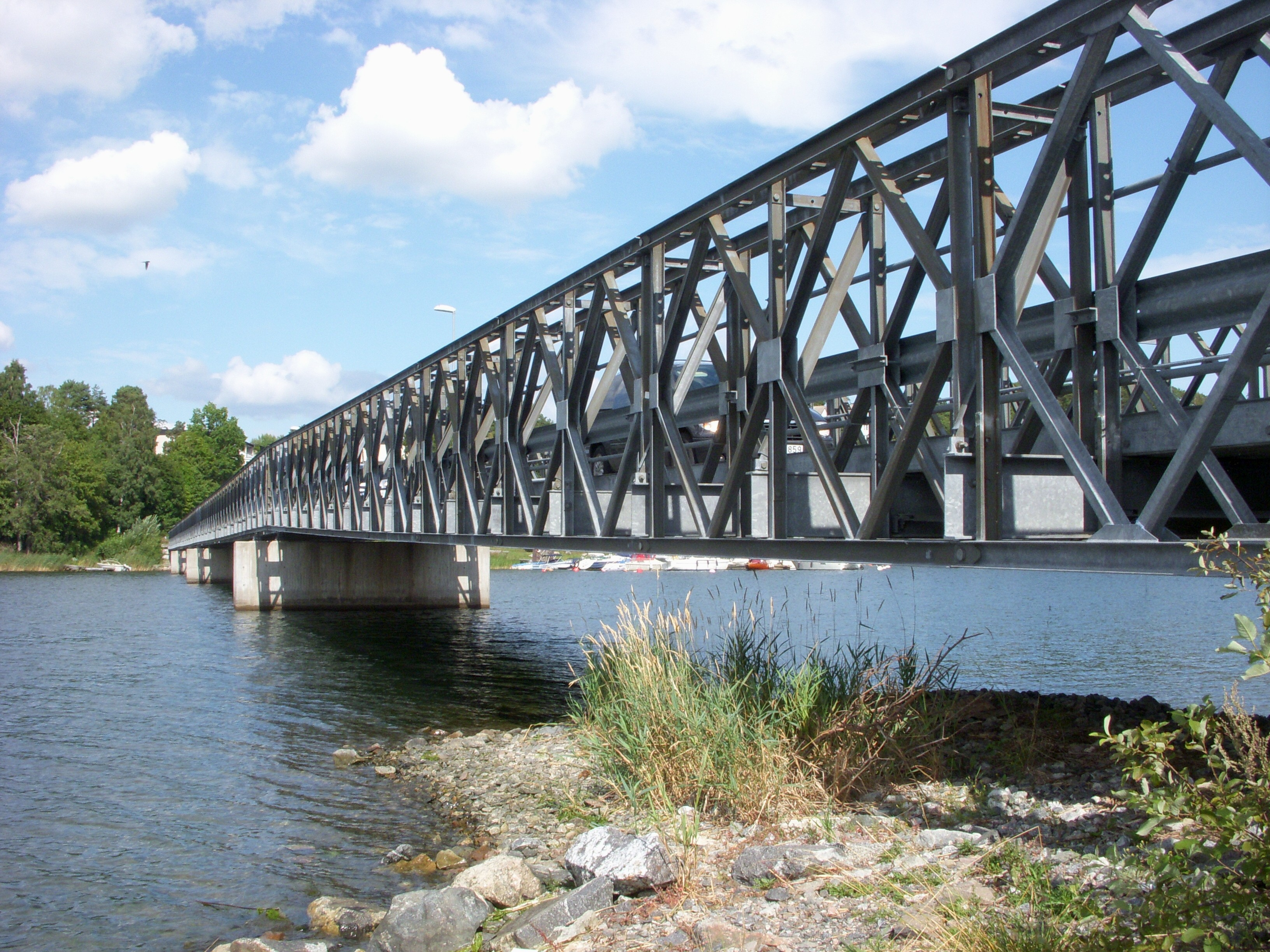
Pålsundsbron, sedd från Bogesundslandet.

Pålsundsbron är en vägbro över Pålsundet mellan Bogesundslandet och Vaxön. Den första bron invigdes 1926 och hade bara en körbana. Med Pålsundsbron fick Vaxholm sin första fasta landförbindelse, som då gick via Bogesundslandet.

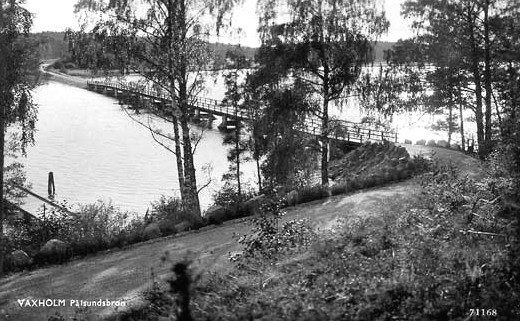
Bron på 1930-talet.

Över det cirka 315 meter breda Pålsundet spänner den cirka 170 meter långa bron. Nuvarande bron vilar på tre betongfundament och har en körbana i vardera riktning. Den bärande konstruktionen utgörs av stålfackverk och den segelfria höjden är 2,00 meter. Knappt 150 meter av sundets bredd överbryggas med en vägbank som nyttjar ett tidigare grund. Här fanns på 1700-talet ett kanonbatteri (se Pålsundsbatteriet). 
I samband med ubåtskränkningarna på 1980-talet lades ett permanent ubåtsnät ut under Pålsundsbron.